# بورگو والسوگانا
بورگو والسوگانا (انگلیسی: Borgo Valsugana)، یک کمون (شهرداری) در ترنتینو ترنتینو در شمال ایتالیا منطقه ترنتینو آلتو آدیجه، واقع در حدود ۳۰ کیلومتری (۱۹ مایل) شرق ترنتو ترنتو است.